# Palazzo Moriggia
Palazzo Moriggia è un edificio storico di Milano situato in via Borgonuovo al civico 23. Ospita il museo del Risorgimento di Milano.

## Storia
Palazzo Moriggia, che dal 1950 ospita il museo risorgimentale, fu edificato nel 1775 su progetto di Giuseppe Piermarini in stile neoclassico a ridosso del vasto complesso di Brera su commissione del marchese Giovanni Battista Moriggia, appartenente alla nobile
e ricca famiglia dei Morigi originaria del Lago Maggiore.
Poiché il marchese Moriggia morì nel maggio del 1783 senza eredi, il palazzo passò nel 1787 ai conti Besozzi e poi al generale napoleonico e ministro della Guerra Alessandro Trivulzio (1773-1805). L'edificio fu dimora, in epoca napoleonica, del Ministero degli Esteri e, successivamente, del Ministero della Guerra.
Nel 1816 ne acquisì la proprietà la marchesa Lucia Pallavicini di Cremona, che però non vi abitò mai. Dopo altri passaggi di proprietà, nel 1900 il palazzo passò alla famiglia di De Marchi, quindi fu donato al Comune di Milano da Rosa De Marchi Curioni, rimasta vedova del naturalista e filantropo Marco De Marchi, e da allora destinato a sede del Museo del Risorgimento di Milano.

## L'edificio
Costruito su una preesistente proprietà dell'ordine monastico degli Umiliati, presenta una facciata di tre piani con la parte centrale scandita da lesene doriche al piano inferiore e ioniche al piano superiore, mentre le estremità sono a bugnato.
Il portone d'ingresso ad arco è delimitato da due colonne che sorreggono un balcone con parapetto a balaustra. Dal portale si accede a un cortile interno rettangolare, con i lati porticati i cui archi sono inframmezzati da semicolonne. le facciate del cortile d'onore sono state restaurate per il 150° dell'unita d'Italia dalla Riva impresa restauri Italia di Enzo Medardo Costantini con la sponsorizzazione di Akzo Nobel e la direzione dell'architetto Riccardo Zanetta. Sul lato destro del cortile si trova lo scalone d'onore. Gli interni furono decorati dal pittore Giuseppe Traballesi.